# Pagny-la-Ville
Pagny-la-Ville ist eine französische Gemeinde mit 413 Einwohnern (Stand: 1. Januar 2022) im Département Côte-d’Or in der Region Bourgogne-Franche-Comté (vor 2016 Bourgogne). Sie gehört zum Kanton Brazey-en-Plaine im Arrondissement Beaune.

## Lage
Pagny-la-Ville liegt etwa 37 Kilometer südsüdöstlich von Dijon an der Saône. Die Gemeinde grenzt im Norden an Bonnencontre, im Nordosten an Esbarres, im Osten an Pagny-le-Château, im Süden an Chamblanc, im Südwesten und Westen an Labruyère sowie im Westen an Lechâtelet.

## Bevölkerungsentwicklung
| Jahr                       | 1962 | 1968 | 1975 | 1982 | 1990 | 1999 | 2006 | 2011 | 2019 |
| -------------------------- | ---- | ---- | ---- | ---- | ---- | ---- | ---- | ---- | ---- |
| Einwohner                  | 374  | 346  | 333  | 310  | 316  | 383  | 413  | 415  | 415  |
| Quellen: Cassini und INSEE |      |      |      |      |      |      |      |      |      |

## Sehenswürdigkeiten

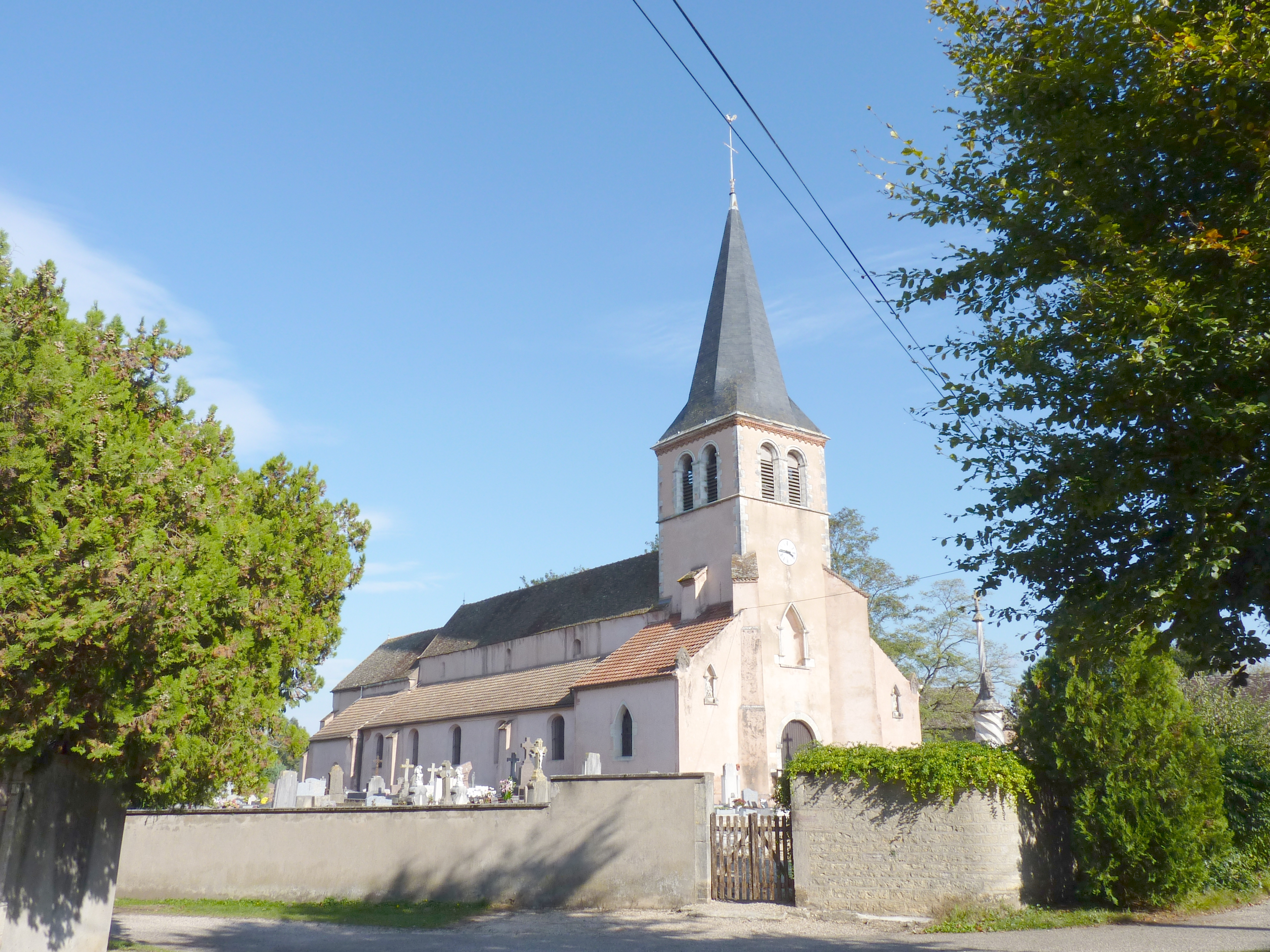
Kirche Saint-Léger

- Kirche Saint-Léger